# ماریکو ماسوبوچی
ماریکو ماسوبوچی (انگلیسی: Mariko Masubuchi؛ زادهٔ ۲۴ ژانویهٔ ۱۹۸۰) بازیکن سافت‌بال اهل ژاپن است.